# هنری هاپر
هنری هاپر (انگلیسی: Henry Hopper؛ زادهٔ ۱۱ سپتامبر ۱۹۹۰) یک هنرپیشه اهل ایالات متحده آمریکا است. وی از سال ۱۹۹۶ میلادی تاکنون مشغول فعالیت بوده‌است.

## گزیده فیلمشناسی
از فیلم‌ها یا برنامه‌های تلویزیونی که وی در آن نقش داشته است می‌توان به آثار زیر اشاره کرد.
- بی‌قرار (فیلم ۲۰۱۱) (2011)
- رنگ زمان (۲۰۱۲)